# Drapeau de l'Oklahoma

Drapeau du gouverneur

Le drapeau de l'Oklahoma est le drapeau officiel de l'État américain de l'Oklahoma, et représente sur un fond bleu un bouclier en peau de bison typique de la tribu amérindienne des Osages décoré de sept plumes d'aigle. Un calumet de la paix et un rameau d'olivier, symboles de paix respectifs des peuples indigènes d'Amérique et de la culture occidentale, sont placés en croix à l'avant du bouclier.

## Serment d'allégeance
La législature d'État adopta le serment d'allégeance en 1982 :

« Je salue le drapeau d'État de l'Oklahoma : et ses symboles de paix qui unissent toutes les personnes. »

## Histoire

Premier drapeau d'État de l'Oklahoma, 1911–1925

Le premier drapeau d'État de l'Oklahoma a été adopté en 1911, quatre ans après l'entrée dans l'Union de l'Oklahoma. Les trois couleurs rouge, blanc, bleu proviennent du drapeau des États-Unis[réf. nécessaire], au centre figure une large étoile blanche avec un contour bleu sur fond rouge. Le nombre 46 à l'intérieur de l'étoile est écrit en bleu, signifiant que l'Oklahoma est le 46e État à rejoindre l'Union.
Un concours fut organisé en 1924 par les Filles de la révolution américaine pour remplacer le premier drapeau, les drapeaux rouges étant alors trop étroitement associés au communisme. L'œuvre de Louise Fluke remporta le concours et elle fut adoptée le 2 avril 1925 ; elle était identique à l'actuel drapeau à l'exception du mot Oklahoma. Le nom de l'État fut ajouté au drapeau en 1941 comme outil pour combattre l'analphabétisme encore répandu. Les couleurs et formes furent standardisées par le projet de loi no 1359 signé par le gouverneur Brad Henry le 23 mai 2006.

## Drapeau du gouverneur
Selon le statut adopté en 1957, le drapeau du gouverneur se compose d'un fond vert forêt bordé tout autour d'une frange dorée, avec le sceau de l'Oklahoma entouré par 5 étoiles blanches.